# Driakiew wonna
Driakiew wonna (Scabiosa canescens Waldst. & Kit.) – gatunek rośliny należący do rodziny przewiertniowatych (Caprifoliacaceae). Roślina dwu- lub wieloletnia. Występuje w Europie Środkowej na obszarze od Francji do Polski oraz od Szwecji na północy do krajów byłej Jugosławii na południu, a także w Azji Mniejszej. W Polsce rośnie rzadko w zachodniej części kraju, na wschód sięgając po Nieckę Nidziańską i okolice Sandomierza.

## Morfologia

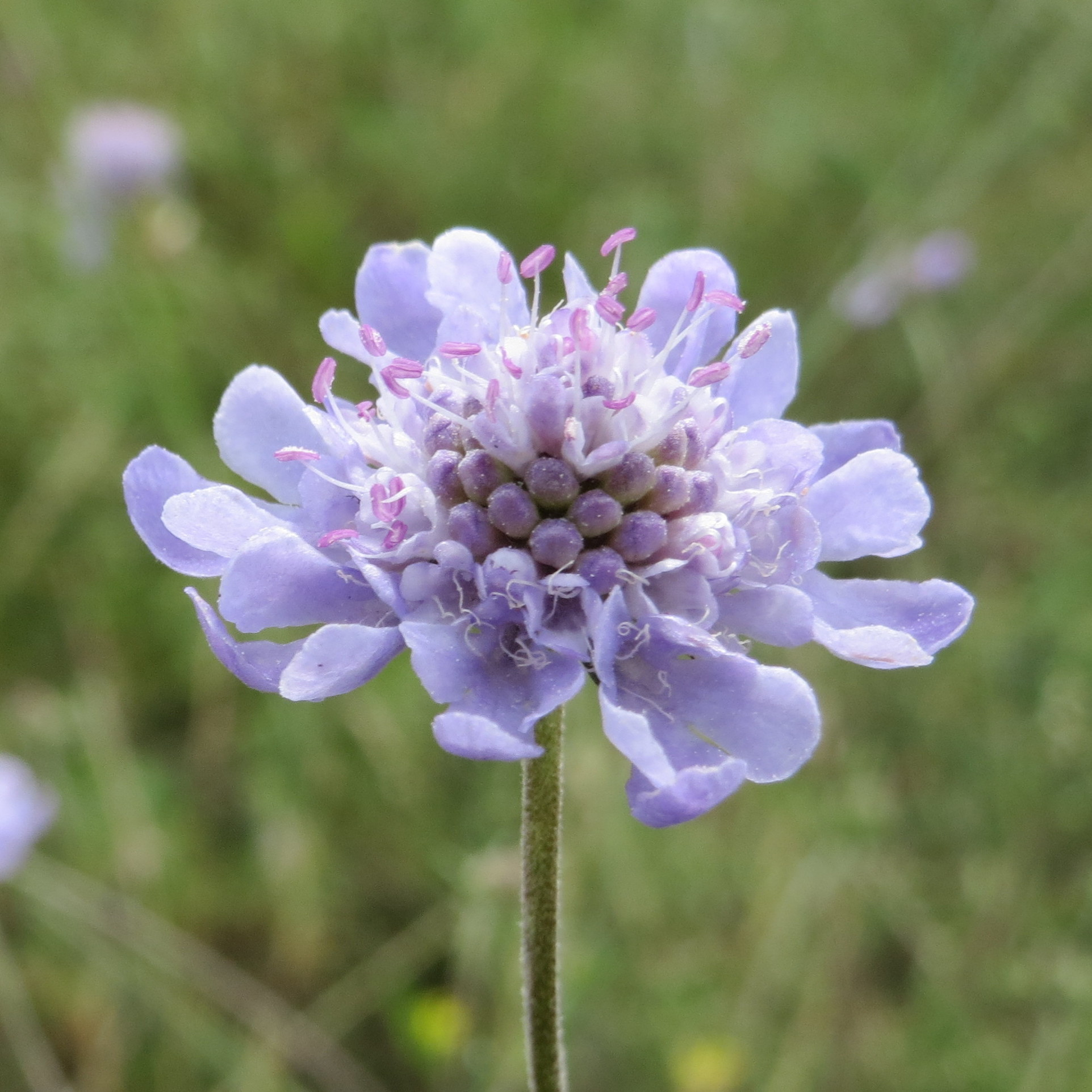
Kwiatostan

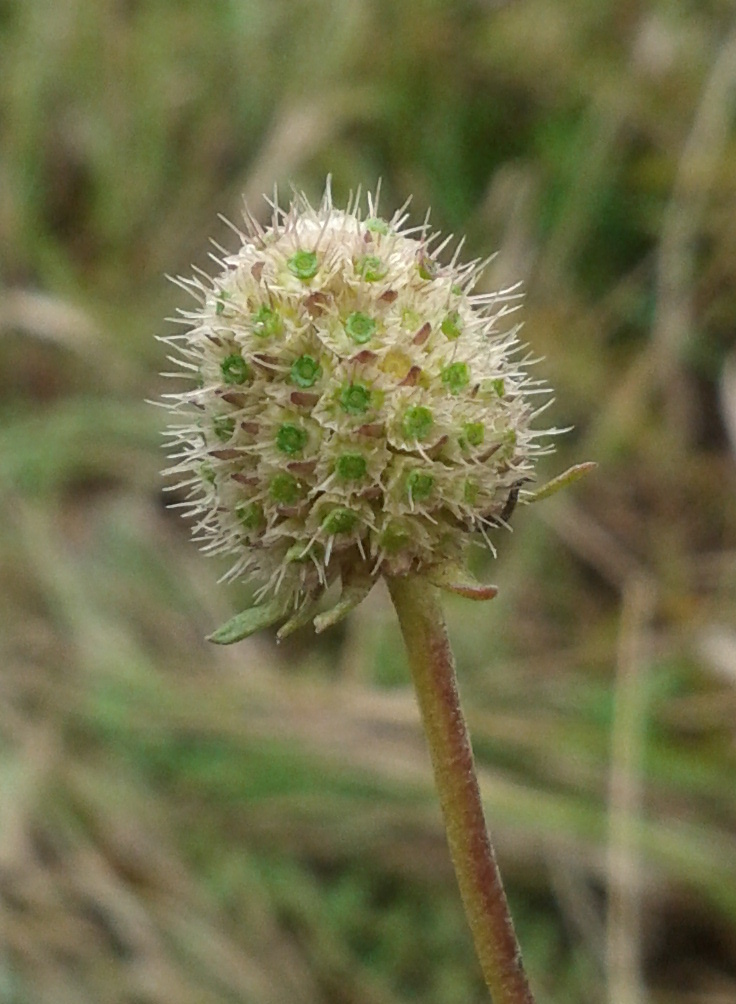
Owoce

PokrójRoślina zielna. Z rozgałęziającego się kłącza wyrastają liczne, płonne rozety liściowe i pędy kwiatostanowe. Łodygi są prosto lub łukowato wzniesione, na przekroju okrągłe, pokryte krótkimi, białawymi i przylegającymi szczecinkami.
LiścieWyrastające w dole pędu (w rozetach przyziemnych i u nasady łodygi) są całobrzegie, krótko zaostrzone, a w dole zbiegające w długi ogonek. Liście łodygowe są pojedynczo pierzastosieczne z łatkami równowąskimi lub równowąsko lancetowatymi o poszczególnych odcinkach szerokości od 2 do 4 mm.
KwiatySilnie pachnące, zebrane w spłaszczone główki, wsparte od dołu rozpostartymi przysadkami (krótszymi od kwiatów). Dno kwiatostanu jest nagie. Kwiatostany osiągają 1,5–2,5 cm średnicy. Kwiaty brzeżne wyraźnie większe od środkowych, o koronie niebieskofioletowej, rzadko białawej lub czerwonawej.
OwocePozorne – niełupki zrośnięte na szczycie z kielichem i kieliszkiem. Są podługowane, żebrowane i na żebrach gęsto owłosione. Kielich zachowuje się w postaci 5 szczecinek długości do 3 mm, barwy żółtawej lub żółtawozielonej. Kieliszek tworzy na szczycie owocu rąbek o wysokości do 1,5 mm.
Gatunki podobneDriakiew gołębia Scabiosa columbaria ma kwiaty bezwonne, szczecinki kielicha czarniawe, dolne liście ząbkowane lub piłkowane. Gatunki z rodzaju świerzbnica Knautia mają dno kwiatostanu owłosione i kielich z 8–16 ośćmi.

## Biologia i ekologia
Bylina, hemikryptofit. Rośnie w murawach kserotermicznych, napiaskowych i na skrajach borów. Preferuje gleby zasobne w węglan wapnia. W fitosocjologii jest gatunkiem charakterystycznym klasy Festuco-Brometea. Kwitnie od czerwca do października. Kwiaty są owadopylne, owoce są rozsiewane przez wiatr.

## Zagrożenia i ochrona
Gatunek umieszczony na polskiej czerwonej liście w kategorii VU (narażony).